# Rosie (album)
Rosie je osmé studiové album anglické folkrockové skupiny Fairport Convention. Vydáno bylo v únoru roku 1973 společností Island Records a jeho producentem byl australský hudebník Trevor Lucas. Kromě členů kapely se na albu podíleli i další hudebníci, mezi něž patří například Richard Thompson, Sandy Denny (oba dřívější členové Fairport Convention), Gerry Conway (pozdější člen kapely) a Linda Peters, pozdější Thompsonova manželka.

## Seznam skladeb
1. Rosie
2. Matthew, Mark, Luke & John
3. Knights of the Road
4. Peggy's Pub
5. The Plainsman
6. Hungarian Rhapsody
7. My Girl
8. Me with You
9. The Hen's March Through the Midden
10. Furs and Feathers

## Obsazení
Fairport Convention
- Dave Swarbrick – zpěv, housle, viola, mandolína, kytara
- Trevor Lucas – zpěv, kytara
- Jerry Donahue – kytara, doprovodné vokály
- Dave Pegg – zpěv, baskytara, mandolína
- Dave Mattacks – bicí, perkuse, klavír

Ostatní hudebníci
- Richard Thompson – kytara („Rosie“)
- Sandy Denny – doprovodné vokály („Rosie“)
- Linda Peters – doprovodné vokály („Rosie“)
- Gerry Conway – bicí („Rosie“, „Knights of the Road“, „The Plainsman“)
- Timi Donald – bicí („Matthew, Mark, Luke & John“, „Hungarian Rhapsody“, „My Girl“)
- Ralph McTell – kytara („Me with You“)